# Январские протесты в Башкортостане (2024)
Январские протесты в Башкортостане (башк. Башҡортостандағы ғинуар иғтираздары) — протесты, произошедшие в январе 2024 года в связи с вынесением приговора по уголовному делу башкирского активиста Фаиля Алсынова. Протесты состоялись 15 и 17 января в городе Баймак на юго-востоке Башкортостана с требованием освободить Фаиля Алсынова. Уже после вынесения приговора, 19 января в Уфе состоялся сход, который был разогнан силовиками. Спустя две недели в Башкирии продолжались задержания, а количество уголовных дел приблизилось к шести десяткам.
Протесты в Башкортостане стали самыми крупными российскими протестными акциями с начала российского вторжения в Украину в 2022 году.
В ходе протестов были возбуждены десятки уголовных дел, объединённых в Баймакское дело.

## Предыстория
В апреле 2023 году Фаиль Алсынов принимал участие в сходах граждан в селе Ишмурзино в Баймакском районе Башкортостана, против проведения геологоразведочных работ около села на горном хребте Ирендык.
В октябре 2023 года, после его выступления в Ишмурзино, на Фаиля Алсынова было подано заявление, подписанное лично главой Республики Башкортостан Радием Хабировым. В заявлении было указано, что Алсынов публично выступил на сходе граждан возле сельского дома культуры с речью негативного содержания по отношению к лицам армянской, кавказских национальностей и национальностей Средней Азии, на митинге, устроенном в апреле 2023 года в защиту земель Башкирского Зауралья от добычи полезных ископаемых. Митинг был устроен с целью недопущения добычи ресурсов, так как компании и их организаторы, ранее добывавшие ресурсы, имели негативную репутацию и были аффилированы с правительством республики.
Алсынов, как и жители разных деревень, утверждал, что идёт бесконтрольная добыча золота, загрязняя окружающую среду. Найти управу трудно, потому что суд порой вставал на сторону промышленников. Об этом уже сообщали СМИ телеканала НТВ в мае 2023 года и Московский комсомолец 17 января 2024 года.
В январе 2024 года прокуратура запросила 4 года колонии для Фаиля Алсынова по статье о разжигании межнациональной розни (ст. 282 УК РФ) за фразу «ҡара халыҡ», в дословном переводе означающую «чёрный народ» (эти слова в адрес «неместных» суд интерпретировал как разжигание межнациональной розни — против выходцев из Кавказа и Азии), что подтвердил Айнур Хужахметов, работающий на кафедре журналистики Уфимского университета науки и технологий. Как заявляют сторонники невиновности Алсынова, «ҡара халыҡ» — расхожее название «черни, чёрного люда», то есть феодально-зависимого населения Золотой Орды, Астраханского, Казанского, Сибирского и других тюркских государств в XIII—XVI веках, что является историзмом, никак не относящимся к речи.

## Ход событий
15 января 2024 года в Баймаке прошло третье судебное заседание, в ходе которого оглашение приговора было назначено на 17 января. В этот день приехало поддержать Алсынова, по разным оценкам от 1 до 5 тысяч человек. Люди скандировали: «Без кара халык!» («Мы — чёрный люд»).
16 января Алсынов был внесён в перечень экстремистов.
17 января накануне митинга полиция пришла домой к шести башкирским активистам, ещё около 20 человек забрали в автозаки у здания суда. По пути следования в Баймак было замечено, что кто-то стёр название города с дорожных указателей. Известный башкирский певец Алтынай Валитов сделал обращение, в котором заявил о дискриминационной политики в отношении башкир. После этого в его доме был проведён обыск. Судья Баймакского районного суда Тагирова Элина Равилевна осудила Алсынова. Он был осуждён на 4 года лишения свободы. Мирный протест у суда после оглашения приговора перерос в беспорядки. Люди в толпе кричали «Позор!» и «Долой Хабирова!», забрасывали силовиков снежками — те в ответ распылили слезоточивый газ, пустили в ход дубинки и применили против протестующих светошумовые гранаты. За медицинской помощью после протестов в Баймаке обратились около 20 человек, большинство из них жаловались на жжение в глазах из-за слезоточивого газа. Также были отмечены столкновения с силовиками в течение нескольких дней, были задержания участников и сторонников. По оценке протестующих численность достигла порядка 10 тысяч человек, притом что население Баймака — 17,7 тысячи человек.
19 января 2024 года в Уфе на площади Салавата Юлаева прошёл сход, который был разогнан силовиками. Акция в Уфе оказалась менее массовой, чем в Баймаке: на площадь вышло примерно полторы тысячи человек. Собравшиеся не скандировали лозунгов — они пели песни на башкирском языке и водили хороводы, а полицейские поначалу просто наблюдали за происходящим. Многие митингующие отказывались общаться с полицейскими и корреспондентами на русском языке.
20 января 2024 года Комитет башкирского национального движения за рубежом, выступающий за независимость Башкортостана, поддержал протесты и заявил, что не причастен к их организации[значимость факта?].

## Последствия
Вечером 19 января после митинга в Уфе в башкирских телеграм-каналах стали распространяться анонимные сообщения о том, что власти региона проведут акцию в поддержку главы республики. Он называл митинг возле здания суда в Баймаке «массовыми беспорядками». Акция в итоге состоялась 26 января — на неё, по оценкам работавших на месте журналистов, согнали несколько тысяч человек, а сами власти республики отчитались о 50 тысячах пожелавших «выразить солидарность». На сцене с надписью «ZA Россию» выступили несколько республиканских артистов и сам Радий Хабиров.
Amnesty International заявили, что в отношении протестующих была применена неоправданная сила. В отношении ряда протестующих были возбуждены уголовные дела, которые представляются совершенно необоснованными. Организация потребовала срочного и беспристрастного расследования действий полиции и немедленного освобождения всех мирных протестующих, незаконно задержанных или арестованных в связи с этими событиями.
В отношении некоторых участников были возбуждены уголовные дела, якобы за организацию протестов. Несколько десятков получили административные аресты. Были проведены задержания и обыски. Первый приговор по делу был вынесен Орским Ленинским районным судом 16 июля 2024 года и оглашён спустя два дня. Обвиняемый Ильша́т Ульяба́ев, 50-летний фермер-коневод из Хайбуллинского района Башкортостана, был признан виновным по статьям в применении насилия в отношении представителя власти, об участии в массовых беспорядках и приговорён к пяти годам колонии общего режима (обвинение запрашивало 10 лет). У арестованного на воле остались 8 детей и супруга, страдающая онкологическим заболеванием.
По мнению башкирских активистов, на протестах участвовали провокаторы, организованные властью с целью организации столкновений между протестующими и силовиками. Были предоставлены доказательства, в которых указано, что позади силовиков стояли люди в масках, начавшие провокационные действия.
После митинга полицейские приходили и к другим жителям Башкортостана, которые вышли на акцию в Баймаке: по данным RusNews, в регионе составили 111 административных протоколов о «неповиновении полиции». К 31 января по меньшей мере 26 человек стали фигурантами уголовных дел из-за протестов в — об этом их родственники сообщили в группах помощи в телеграме.

### Смерть Рифата Даутова
Вечером 26 января стало известно, что один из задержанных в связи с протестами, 37-летний Рифат Даутов, погиб. По словам родственников, он не выходил ни на один из митингов, но днём 19 января находился неподалеку от площади Салавата Юлаева в Уфе. Почти через неделю — 25 января — сотрудники ОМОНа задержали Даутова и увезли в неизвестном направлении. На следующий день к родителям Даутова в селе Юмагузино пришел представитель сельсовета и велел им приехать в Уфу на опознание тела. Как погиб Даутов, его семья не рассказала. По неофициальным сообщениям, он умер в автозаке после задержания. Ещё один задержанный после протестов находился в больнице в тяжёлом состоянии — Дима Давлеткильдина госпитализировали из СИЗО с переломом отростка позвоночника.
В середине февраля в Башкортостане скончался Минияр Байгускаров. По сообщениям источников мужчина покончил с собой из-за прессинга и доведения до самоубийства. Он оставил предсмертную записку, содержание которой неизвестно.
В сентябре 2024 года специальный докладчик по положению в области прав человека в России Мариана Кацарова (Болгария) опубликовала отчёт, где затронула тему подавления протестов и возбуждением баймакского дела. Она выступила с этим докладом в Женеве, на сессии по правам человека ООН, где заявила, что протесты были безжалостно подавлены, многими участниками были получены травмы, сотни арестованы и как минимум один погиб.

## Оценки
Журналист Рамиль Рахматов высказал убеждение, что это не либеральный и даже не национальный конфликт, а конфликт республиканской власти и «глубинного народа», который лоялен государству, но не хочет терпеть несправедливость на местах. По словам журналистки Алсу Алаевой, некоторые башкиры сравнивают Фаиля Алсынова с Салаватом Юлаевым и видят в нём «второе пришествие» национального героя.